# Chortaj
Chortaj (Хортая) är en hundras från Ryssland. Den är en jagande vinthund med ursprung från stäpperna i södra Ryssland. Den har varit allmogens jakthund, till skillnad från borzoien som var aristokratins hund för nöjesjakt. Chortaj står nära chart polski[källa behövs] och även salukin.
Rasen är nationellt erkänd av den ryska kennelklubben Rossijskaja Kinologitjeskaja Federatsija (RKF).